# Пропилбензол
Пропи́лбензо́л, н-пропилбензол (C9H12) — органическое химическое соединение класса ароматических углеводородов. При нормальных условиях бесцветная жидкость с резким характерным запахом. Является изомером кумола.

## Получение
Пропилбензол можно получить по реакции Фриделя — Крафтса, бензола с первичным галогенпроизводным пропана но с низким (30—36 %) выходом. При этом образующийся в ходе реакции первичный карбкатион перегруппировывается в более устойчивый вторичный. Высокие выходы даёт реакция Вюрца — Фиттига бромбензола с 1-бромпропаном:
{\displaystyle {\ce {C6H5Br{}+CH2Br-CH2-CH3{}+2Na->[{\ce {\ R2O}}]C6H5-CH2-CH2-CH3{}+2NaBr{}+(C6H5)2{}+(CH3-CH2-CH2)2}}}.
Надёжным методом является также восстановление пропиофенона по реакции Клемменсена или реакции Кижнера — Вольфа:
{\displaystyle {\ce {C6H5-CO-CH2-CH_{3}->[{\ce {Zn/Hg\ +\ HCl}}]C6H5-CH2-CH2-CH3,}}}
{\displaystyle {\ce {C6H5-CO-CH2-CH3->[{\ce {H2N-NH2,\ KOH}}]C6H5-CH2-CH2-CH3}}}.
Его также можно синтезировать реакцией реактива Гриньяра, полученного из бензилхлорида, с диэтилсульфатом.

## Применение
н-Пропилбензол используется как неполярный органический растворитель в различных отраслях промышленности, в полиграфии, окрашивании тканей, а также в производстве метилстирола.